# Huy chương Chiến thắng

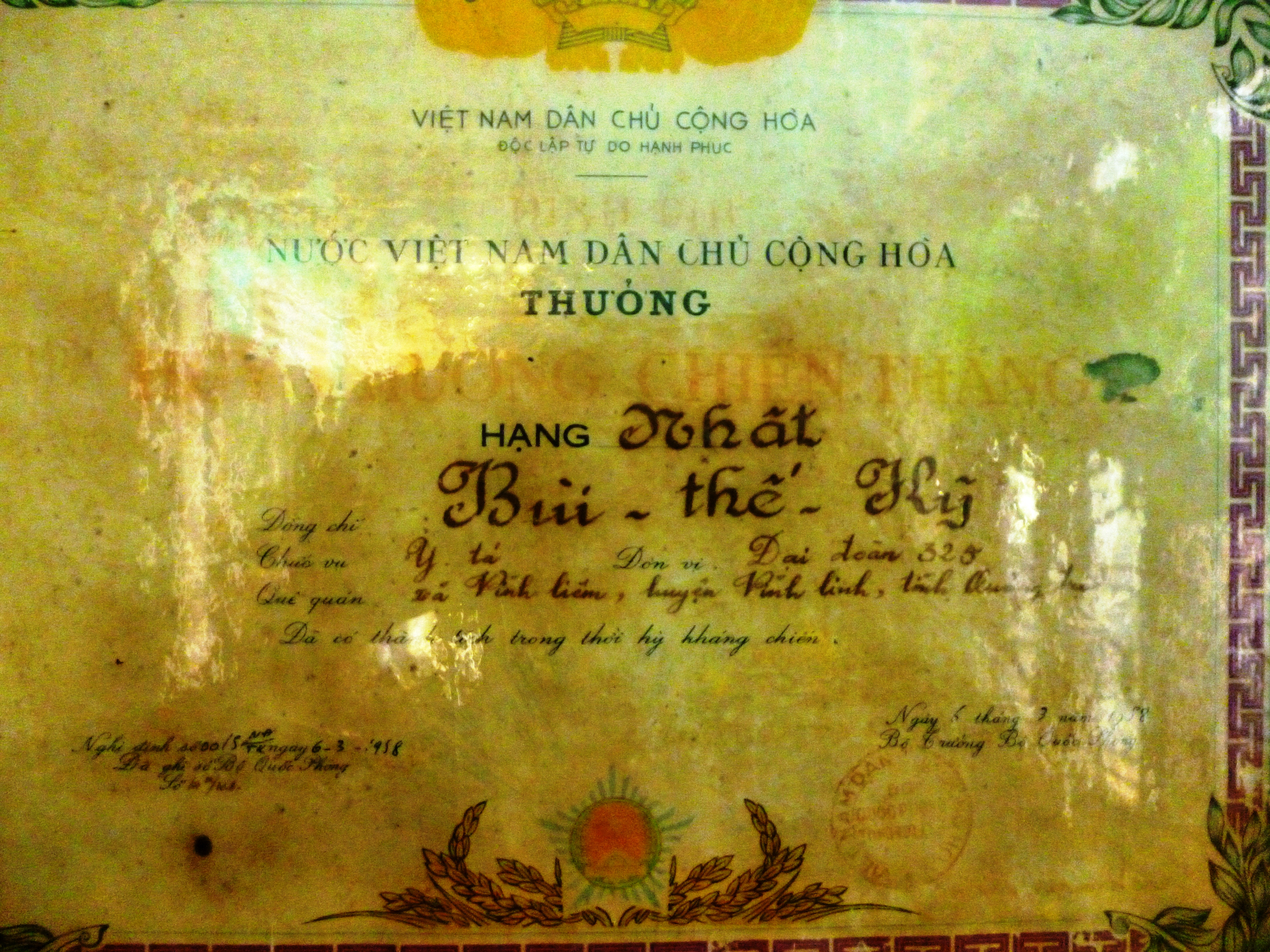
Huy chương chiến thắng hạng Nhất năm 1958

Huy chương Chiến thắng là một loại huy chương của Nhà nước Việt Nam Dân chủ Cộng hòa (nay là Nhà nước Cộng hòa Xã hội Chủ nghĩa Việt Nam, đặt ra theo Sắc lệnh số 54-SL ngày 2 tháng 2 năm 1958 của Chủ tịch nước Việt Nam Dân chủ Cộng hòa. Theo Luật Thi đua - Khen thưởng (ban hành ngày 26 tháng 11 năm 2003) thì Huy chương Chiến thắng không còn nằm trong thang bậc khen thưởng của Nhà nước Việt Nam.
Huy chương Chiến thắng để tặng hoặc truy tặng những quân nhân đã có công xây dựng Quân đội nhân dân Việt Nam và chiến đấu thời kỳ kháng chiến chống Pháp mà có thành tích dưới mức tiêu chuẩn thưởng Huân chương Chiến thắng hạng ba.
Huy chương Chiến thắng có hai hạng, được phân biệt bằng số vạch màu vàng trên cuống huy chương: hạng nhất có 2 vạch, hạng nhì có 1 vạch. Thẩm quyền tặng, truy tặng Huy chương Chiến thắng do Chủ tịch nước quyết định. Khi mới được đặt ra thì thẩm quyền tặng, truy tặng Huy chương Chiến thắng do Thủ tướng Chính phủ quyết định

## Đối tượng và tiêu chuẩn khen thưởng
Quân nhân tham gia bộ đội chủ lực, bộ đội địa phương trong thời kỳ kháng chiến, luôn trung thành với cách mạng, đã có công trong việc xây dựng quân đội và chiến đấu trong thời kỳ kháng chiến, không phạm sai lầm nghiêm trọng lúc ở quân đội cũng như khi công tác ngoài quân đội được thưởng Huy chương Chiến thắng với các hạng huy chương như sau:
1. Huy chương Chiến thắng hạng nhất để tặng hoặc truy tặng cho:
- Cán bộ cấp đại đội và trung đội hoặc tương đương các cấp đó trở lên, giữ chức vụ ấy chưa được 1 năm trong thời kỳ kháng chiến.
- Cán bộ cấp tiểu đội và chiến sĩ có ít nhất 3 năm tuổi quân.

2. Huy chương Chiến thắng hạng nhì để tặng hoặc truy tặng cho:
Cán bộ cấp tiểu đội và chiến sĩ có 1 năm tuổi quân trở lên hoặc chưa đủ 1 năm tuổi quân trong thời kỳ kháng chiến nhưng có tham gia Chiến dịch Đông-Xuân (1953-1954) và vẫn tiếp tục công tác trong quân đội được 3 năm kể từ ngày hòa bình lập lại (sau ngày 20 tháng 7 năm 1954), luôn luôn tích cực công tác.